# Déinner Quiñones
Déinner Alexander Quiñones Quiñones (Tumaco, Nariño, Colombia; 16 de agosto de 1995) conocido futbolísticamente como Déinner  Quiñones o Deiqui es un futbolista colombiano que juega de extremo o    Centrocampista ofensivo, actualmente milita en el Once Caldas de la Categoría Primera A de Colombia.

## Trayectoria

### Universitario de Popayán
Debutó profesionalmente con el Universitario de Popayán en el 2013, en su primer semestre como profesional disputó 20 partidos y anotó 4 goles. 

### Deportes Quindío
Luego de su paso por Universitario de Popayán, en el segundo semestre del 2013 pasó al Deportes Quindío en donde estuvo hasta finales del 2015. En su primera etapa con el equipo "Cuyabro" disputó 70 partidos y anotó 9 goles.

### Deportes Tolima
Gracias a sus actuaciones en la Categoría Primera B, en el 2016 pasó al Deportes Tolima, siendo este su primer equipo en la Categoría Primera A. Allí disputó 38 partidos y anotó 1 gol.  

### Deportes Quindío
Para el 2017 regresó al Deportes Quindío, en su segunda etapa disputó 35 partidos y anotó 3 goles.

### Jaguares de Córdoba
Para el primer semestre de 2018, regresó a la Categoría Primera A para jugar con Jaguares de Córdoba. Allí tuvo una destacada actuación disputando 16 partidos y grandes equipos se fijaron en él.  

### Independiente Medellín
Fue fichado por el Independiente Medellín para el segundo semestre del 2018, pero solo pudo disputar un partido con el elenco paisa ante Atlético Huila, puesto que llegó una importante oferta del Santos Laguna de la Primera División de México y en el contrato que había firmado con el Independiente Medellín estaba estipulado que si llegaba una oferta del exterior, dicho contrato se podía rescindir.

### Santos Laguna
El 14 de agosto de 2018 es presentado como nuevo jugador del Santos Laguna de la Primera División de México, siendo su primera experiencia internacional. Anotó su primer gol con Santos el 26 de agosto en el empate a un gol contra Cruz Azul. En su estancia con el Santos Laguna disputó 24 partidos y anotó 1 gol.

## Selección nacional
Es convocado por la Selección Colombiana sub-20 para disputar el Campeonato Sudamericano Sub-20 del 2015 en Argentina.

### Participaciones en juveniles
| Competición                            | Sede      | Resultado    | Part. | Goles |
| -------------------------------------- | --------- | ------------ | ----- | ----- |
| Juegos Bolivarianos 2013               | Perú      | Campeón      | 0     | 0     |
| Campeonato Sudamericano Sub-20 de 2015 | Argentina | Clasificados | 7     | 0     |

Fue convocado por la Selección Colombiana sub-20 para disputar la Copa Mundial de Fútbol Sub-20 de 2015 que se llevó a cabo en Nueva Zelanda.

### Participaciones en Copas del Mundo
| Competición                           | Sede          | Resultado        | Part. | Goles |
| ------------------------------------- | ------------- | ---------------- | ----- | ----- |
| Copa Mundial de Fútbol Sub-20 de 2015 | Nueva Zelanda | Octavos de final | 2     | 0     |

## Clubes
| Club                   | País       | Año         |
| ---------------------- | ---------- | ----------- |
| Universitario Popayán  | Colombia   | 2013        |
| Deportes Quindío       | Colombia   | 2013 - 2015 |
| Deportes Tolima        | Colombia   | 2016        |
| Deportes Quindío       | Colombia   | 2017        |
| Jaguares de Córdoba    | Colombia   | 2018        |
| Independiente Medellín | Colombia   | 2018        |
| Santos Laguna          | México     | 2018 - 2019 |
| Independiente Medellín | Colombia   | 2019        |
| Atlético Nacional      | Colombia   | 2020 - 2021 |
| América de Cali        | Colombia   | 2021 - 2022 |
| Independiente Medellín | Colombia   | 2023        |
| Hapoel Be'er Sheva     | Israel     | 2024        |
| Maccabi Petah-Tikvah   | Israel     | 2024        |
| Deportivo Pasto        | Colombia   | 2025        |
| Once Caldas            | 🇨🇴Colombia | 2025-act.   |

## Estadísticas
| Club                              | Div                 | Temporada           | Liga  | Liga  | Copa Nacional | Copa Nacional | Copa Internacional | Copa Internacional | Total | Total |
| Club                              | Div                 | Temporada           | Part. | Goles | Part.         | Goles         | Part.              | Goles              | Part. | Goles |
| --------------------------------- | ------------------- | ------------------- | ----- | ----- | ------------- | ------------- | ------------------ | ------------------ | ----- | ----- |
| Universitario Popayán · Colombia  | 2ª                  | 2013                | 0     | 1     | 7             | 3             | -                  | -                  | 20    | 4     |
| Universitario Popayán · Colombia  | Total               | Total               | 13    | 1     | 7             | 3             | 0                  | 0                  | 20    | 4     |
| Deportes Quindío · Colombia       | 1ª                  | 2013                | 8     | 0     | 2             | 0             | -                  | -                  | 10    | 0     |
| Deportes Quindío · Colombia       | 2ª                  | 2014                | 29    | 1     | 9             | 1             | -                  | -                  | 38    | 2     |
| Deportes Quindío · Colombia       | 2ª                  | 2015                | 20    | 7     | 2             | 0             | -                  | -                  | 22    | 7     |
| Deportes Quindío · Colombia       | Total               | Total               | 57    | 8     | 13            | 1             | 0                  | 0                  | 70    | 9     |
| Deportes Tolima · Colombia        | 1ª                  | 2016                | 31    | 1     | 7             | 0             | -                  | -                  | 38    | 1     |
| Deportes Tolima · Colombia        | Total               | Total               | 31    | 1     | 7             | 0             | 0                  | 0                  | 38    | 1     |
| Deportes Quindío · Colombia       | 1ª                  | 2017                | 34    | 3     | 1             | 0             | -                  | -                  | 35    | 3     |
| Deportes Quindío · Colombia       | Total               | Total               | 34    | 3     | 1             | 0             | 0                  | 0                  | 35    | 3     |
| Jaguares de Córdoba · Colombia    | 1ª                  | 2018                | 14    | 0     | 0             | 0             | 2                  | 0                  | 16    | 0     |
| Jaguares de Córdoba · Colombia    | Total               | Total               | 14    | 0     | 0             | 0             | 2                  | 0                  | 16    | 0     |
| Independiente Medellín · Colombia | 1ª                  | 2018                | 1     | 0     | 0             | 0             | -                  | -                  | 1     | 0     |
| Independiente Medellín · Colombia | Total               | Total               | 1     | 0     | 0             | 0             | 0                  | 0                  | 1     | 0     |
| Santos Laguna · México            | 1ª                  | 2018-19             | 17    | 1     | 1             | 0             | 6                  | 0                  | 24    | 1     |
| Santos Laguna · México            | Total               | Total               | 17    | 1     | 1             | 0             | 6                  | 0                  | 24    | 1     |
| Independiente Medellín · Colombia | 1ª                  | 2019                | 0     | 0     | 0             | 0             | -                  | -                  | 0     | 0     |
| Independiente Medellín · Colombia | Total               | Total               | 0     | 0     | 0             | 0             | 0                  | 0                  | 16    | 1     |
| Atlético Nacional · Colombia      | 1ª                  | 2020-21             | 6     | 2     | 0             | 0             | 1                  | -                  | 7     | 2     |
| Atlético Nacional · Colombia      | Total               | Total               | 6     | 2     | 0             | 0             | 1                  | 0                  | 7     | 2     |
| Deportivo Pasto · Colombia        | 1ª                  | 2025                | 0     | 0     | 0             | 0             | -                  | -                  | 0     | 0     |
| Deportivo Pasto · Colombia        | Total               | Total               | 0     | 0     | 0             | 0             | 0                  | 0                  | 0     | 0     |
| Total en su carrera               | Total en su carrera | Total en su carrera | 173   | 116   | 29            | 4             | 9                  | 0                  | 211   | 20    |

## Palmarés

### Títulos nacionales
| Título        | Equipo                 | País     | Año  |
| ------------- | ---------------------- | -------- | ---- |
| Copa Colombia | Independiente Medellín | Colombia | 2019 |

### Títulos internacionales
| Título              | Equipo          | País | Año  |
| ------------------- | --------------- | ---- | ---- |
| Juegos Bolivarianos | Colombia Sub-18 | Perú | 2013 |